# Марсель-Ле-Сенк-Авеню
Марсе́ль-Ле-Сенк-Авеню́ (фр. Marseille-Les Cinq-Avenues) — кантон во Франции, находится в регионе Прованс — Альпы — Лазурный Берег, департамент Буш-дю-Рон. Входит в состав округа Марсель.
Код INSEE кантона — 1318. В кантон Марсель-Ле-Сенк-Авеню входит часть коммуны Марсель.
Население кантона на 2008 год составляло 31049 человек.

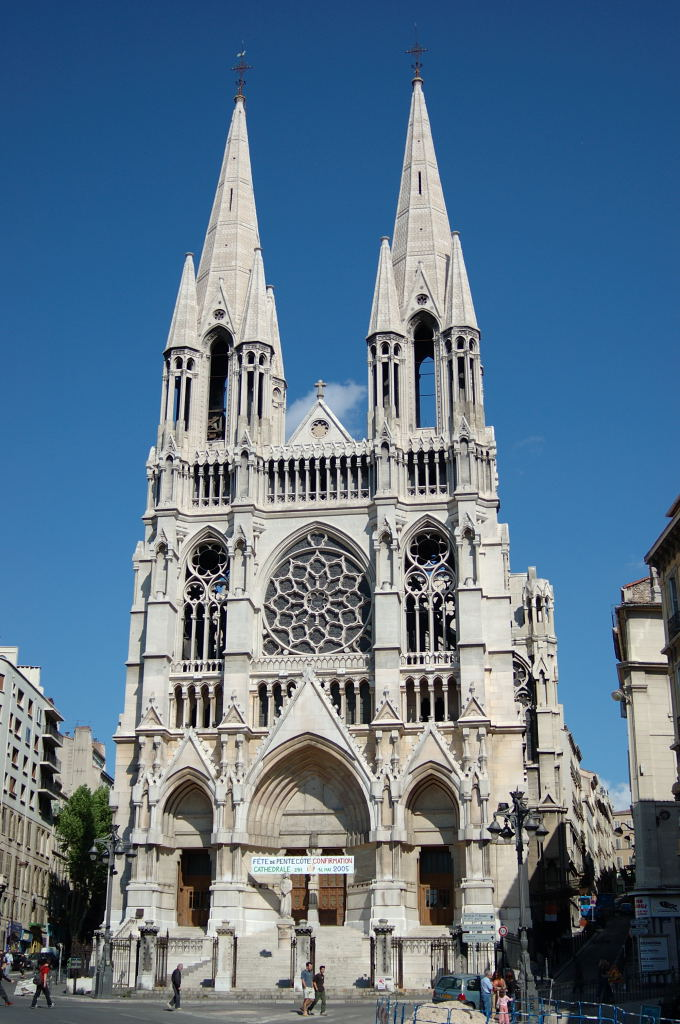
Собор Сен-Венсан-де-Поль
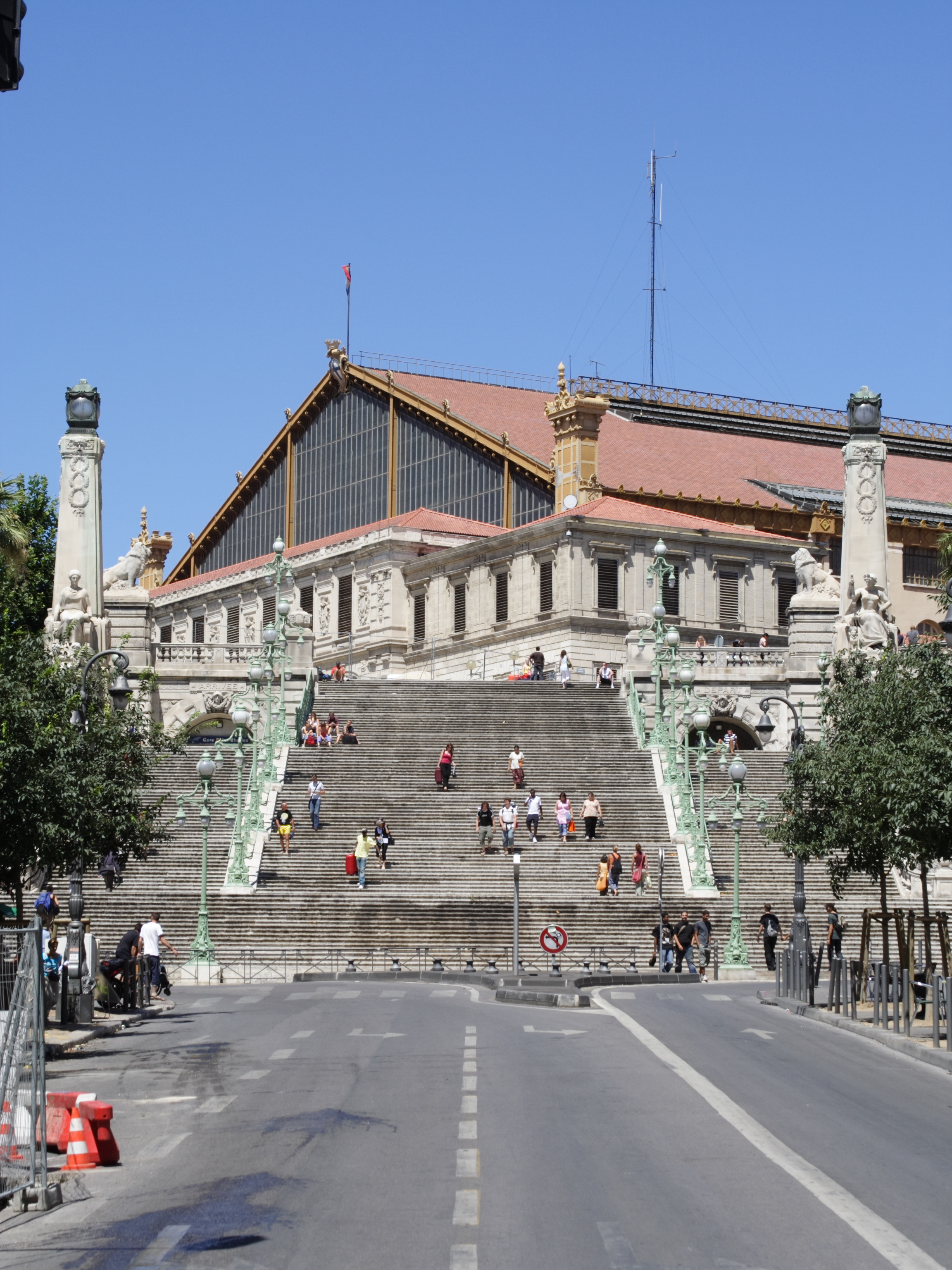
Ла-Гар-де-Марсель-Сен-Шарль